# Nekrolog 2. Quartal 1957
Nekrolog
◄◄
| ◄
| 1953
| 1954
| 1955
| 1956
| 1957 | 1958 | 1959 | 1960 | 1961 | ► | ►►
1. Quartal |
2. Quartal |
3. Quartal |
4. Quartal 1957
Weitere Ereignisse | Allgemeiner Nekrolog 1957
Die Beschreibung der verstorbenen Person sollte so kurz wie möglich gehalten sein und nur deren signifikante Tätigkeit(en) enthalten.
Neue Namen ggf. auch unter dem Geburts- und Sterbedatum, also etwa unter 1. Januar und im Geburts- und Sterbejahr (2024) eintragen (nur bei entsprechender großer Wichtigkeit). Für Beispiele siehe die schon vorhandenen Artikel.
Außerdem über die fünf zuletzt Verstorbenen, zu denen es einen ausreichend guten Artikel für eine Präsentation auf der Hauptseite gibt, nach der todesbedingten Überarbeitung der Artikel ggf. auch unter Wikipedia Diskussion:Hauptseite informieren und sie am besten auch in den anderen Wikipedia-Sprachversionen eintragen. Tipp: Regelmäßig bei news.google.de nach „ist tot“, „gestorben“ oder „verstorben“ suchen.
Wenn eine Person gestorben ist, gibt es viele Seiten zu dieser Person in der Wikipedia, die davon auch betroffen sind und entsprechend aktualisiert werden müssen. Beispiele: Namenübersichtsseite, Geburtsjahr, Geburtsort-Seiten und viele mehr.
Wie finde ich die betroffenen Seiten?
Im Suchfeld auf der linken Seite gibt man den Suchbegriff so ein: „Vorname Nachname“. Dann klickt man auf Volltext und alle Seiten mit entsprechendem Suchtext werden aufgerufen. Hier sieht man dann schnell, wo auch das Todesjahr Sinn macht oder sogar ein Teil des Artikels angepasst werden muss. Auch hilft das „Werkzeug“ auf der linken Seite sehr gut, um solche Seiten aufzufinden: „Links auf diese Seite“. Somit ist die Wikipedia wieder aktuell in allen Bereichen! Hinweis: bei Eintragung der Kategorie „Gestorben JAHR“ wird der Missbrauchsfilter 49 ausgelöst, was jedoch nicht schlimm ist. Siehe: Spezial:Missbrauchsfilter/49
Dies ist eine Liste von im zweiten Quartal 1957 verstorbenen bekannten Persönlichkeiten. Die Einträge erfolgen innerhalb der einzelnen Daten alphabetisch sortiert. Tiere sind im Nekrolog für Tiere zu finden.

## April
| Tag       | Name                                                            | Beruf, bekannt als                                                                                            | Alter | Beleg |
| --------- | --------------------------------------------------------------- | --- | ----- | ----- |
| 1. April  | Helmut Göring                                                   | deutscher Historiker und Hochschullehrer                                                                      | 62    |       |
| 1. April  | Otto Osthoff                                                    | deutscher Schauspieler und Regisseur                                                                          | 51    |       |
| 2. April  | Nina E. Allender                                                | US-amerikanische Künstlerin, Cartoonistin und Feministin                                                      | 83    |       |
| 2. April  | Friedrich Hell                                                  | deutscher KPD-Funktionär, MdL, FDGB-Funktionär, Widerstandskämpfer                                            | 65    |       |
| 2. April  | Joseph Massolle                                                 | deutscher Toningenieur für Filmtontechnik                                                                     | 68    |       |
| 3. April  | Kobayashi Kokei                                                 | japanischer Maler                                                                                             | 74    |       |
| 3. April  | Hans Reinl                                                      | österreichischer Bergsteiger und völkischer Aktivist                                                          | 76    |       |
| 3. April  | Willy Rickers                                                   | deutscher Politiker (CDU), MdL                                                                                | 75    |       |
| 3. April  | Ned Sparks                                                      | kanadischer Schauspieler                                                                                      | 73    |       |
| 3. April  | Paul Vallée                                                     | französischer Autorennfahrer                                                                                  | 51    |       |
| 3. April  | Carl Adam Wicher                                                | deutscher Geologe und Mikropaläontologe                                                                       | 55    |       |
| 4. April  | Gustav Frištenský                                               | tschechischer Ringer                                                                                          | 77    |       |
| 4. April  | George Innocent                                                 | britischer Schwimmer                                                                                          | 71    |       |
| 4. April  | Wilhelm Krichbaum                                               | deutscher Geheimagent und SS-Oberführer                                                                       | 60    |       |
| 4. April  | Adolf Rading                                                    | deutscher Architekt                                                                                           | 69    |       |
| 4. April  | Franz Schön                                                     | österreichischer Bergarbeiter und Politiker (SPÖ), Abgeordneter zum Nationalrat                               | 63    |       |
| 4. April  | Arthur Spiethoff                                                | deutscher Ökonom                                                                                              | 83    |       |
| 5. April  | George Samuel Clason                                            | US-amerikanischer Autor                                                                                       | 82    |       |
| 05. April | Hugo Dürrenmatt                                                 | Schweizer Jurist und Politiker                                                                                | 80    |       |
| 5. April  | Gustaf Hedberg                                                  | schwedischer Filmschauspieler und Sänger                                                                      | 45    |       |
| 5. April  | Richard W. Higgins                                              | US-amerikanischer Pilot                                                                                       | 34    |       |
| 5. April  | Irville Charles LeCompte                                        | US-amerikanischer Romanist                                                                                    | 84    |       |
| 6. April  | Helmuth Delbrück                                                | Bürgermeister von Itzehoe                                                                                     | 65    |       |
| 6. April  | Carl Henschen                                                   | Schweizer Chirurg und Hochschullehrer                                                                         | 79    |       |
| 6. April  | Heinrich Schäfer                                                | deutscher Ägyptologe                                                                                          | 88    |       |
| 6. April  | Johann Emil Schaudt                                             | deutscher Architekt                                                                                           | 85    |       |
| 6. April  | Richard Strahl                                                  | deutscher Jurist, Staatsbeamter und Autor                                                                     | 72    |       |
| 7. April  | John Hart                                                       | kanadischer Politiker                                                                                         | 78    |       |
| 7. April  | Leo von Jena                                                    | deutscher Offizier, Mitglied der SS und der Waffen-SS                                                         | 80    |       |
| 7. April  | Michaela von Neipperg                                           | deutsche Gräfin, Benediktinerin                                                                               | 71    |       |
| 7. April  | Tami Oelfken                                                    | deutsche Schriftstellerin und Reformpädagogin                                                                 | 68    |       |
| 7. April  | Seymour H. Person                                               | US-amerikanischer Politiker                                                                                   | 78    |       |
| 7. April  | Rudolf Schmidt                                                  | deutscher Offizier, zuletzt Generaloberst im Zweiten Weltkrieg                                                | 70    |       |
| 8. April  | Alfred Kleeberg                                                 | deutscher Schulleiter und Schulreformer                                                                       | 69    |       |
| 8. April  | Ida Krone                                                       | deutsche Dompteurin, Zirkusbesitzerin                                                                         | 80    |       |
| 8. April  | Dorothy Sebastian                                               | US-amerikanische Schauspielerin                                                                               | 53    |       |
| 8. April  | Pedro Segura y Sáenz                                            | Erzbischof von Sevilla und Kardinal der römisch-katholischen Kirche                                           | 76    |       |
| 8. April  | Sten Selander                                                   | schwedischer Dichter und Botaniker                                                                            | 65    |       |
| 8. April  | Theodore E. Steinway                                            | US-amerikanischer Philatelist                                                                                 | 73    |       |
| 9. April  | Gaetano De Sanctis                                              | italienischer Historiker, Senator auf Lebenszeit                                                              | 86    |       |
| 9. April  | Heinrich Malzahn                                                | deutscher Politiker (SPD, USPD, KPD), MdR und Gewerkschafter                                                  | 72    |       |
| 9. April  | Pedro Opazo                                                     | chilenischer Politiker                                                                                        | 80    |       |
| 10. April | Fritz Baumgärtner                                               | deutscher Politiker (USPD, KPD), MdL                                                                          | 60    |       |
| 10. April | Eduard Heinl                                                    | österreichischer Politiker (CS, ÖVP), Abgeordneter zum Nationalrat                                            | 77    |       |
| 10. April | John Hugh Mather                                                | britischer Marineoffizier und Antarktisreisender                                                              | 69    |       |
| 11. April | Ernst Bischoff                                                  | österreichischer Psychiater und Neuropathologe                                                                | 89    |       |
| 11. April | Erich Consemüller                                               | deutscher Architekt und Fotograf                                                                              | 54    |       |
| 11. April | Freeman Wills Crofts                                            | irischer Schriftsteller                                                                                       | 77    |       |
| 11. April | Wilhelm von Hohenau                                             | deutscher Turnierreiter                                                                                       | 72    |       |
| 11. April | Franz Peter Kürten                                              | deutscher Autor und Mundartschriftsteller                                                                     | 65    |       |
| 12. April | Wilhelm Eduard Brodtbeck                                        | Schweizer Architekt                                                                                           | 83    |       |
| 12. April | Alexandre Fayollat                                              | französischer Langstreckenläufer                                                                              | 68    |       |
| 12. April | Wilhelm Niklas                                                  | deutscher Politiker (CSU), MdB                                                                                | 69    |       |
| 12. April | Edmund J. Stack                                                 | US-amerikanischer Politiker                                                                                   | 83    |       |
| 12. April | Norman Whitley                                                  | britischer Lacrossespieler                                                                                    | 73    |       |
| 13. April | Jakob Bertsch                                                   | österreichischer Politiker (SPÖ), Landtagsabgeordneter                                                        | 66    |       |
| 13. April | Fred L. Crawford                                                | US-amerikanischer Politiker                                                                                   | 68    |       |
| 13. April | Alfred Depuhl                                                   | deutscher evangelischer Theologe und Autor                                                                    | 65    |       |
| 13. April | George Hamilton-Gordon                                          | britischer Politiker der Liberal Party, Oberhausmitglied                                                      | 86    |       |
| 13. April | Hugo Höfl                                                       | deutscher Offizier, zuletzt Generalleutnant im Zweiten Weltkrieg                                              | 78    |       |
| 13. April | Richard Markert                                                 | deutscher Politiker (NDPD), Bremer Bürgermeister                                                              | 65    |       |
| 13. April | Friedrich Müssemeier                                            | deutscher Tierarzt, Ministerialbeamter und Hochschullehrer                                                    | 81    |       |
| 13. April | Richard Riemerschmid                                            | deutscher Architekt, Designer und Hochschullehrer                                                             | 88    |       |
| 14. April | Edward Francis                                                  | US-amerikanischer Mediziner                                                                                   | 85    |       |
| 14. April | Bernard Knubel                                                  | deutscher Radrennfahrer                                                                                       | 84    |       |
| 14. April | Oskar von Platen-Hallermund                                     | deutscher Marineoffizier, zuletzt Vizeadmiral; Hofmarschall von Kaiser Wilhelm II.                            | 92    |       |
| 14. April | Josef Reinhart                                                  | Schweizer Volksschriftsteller                                                                                 | 81    |       |
| 14. April | Curt Schiemichen                                                | deutscher Architekt                                                                                           | 67    |       |
| 14. April | Armand Simon                                                    | Schweizer Tennisspieler                                                                                       |       |       |
| 14. April | Kuni Tremel-Eggert                                              | deutsche Schriftstellerin                                                                                     | 68    |       |
| 15. April | Friedrich Dyrssen                                               | deutscher Architekt                                                                                           | 66    |       |
| 15. April | Pedro Infante                                                   | mexikanischer Schauspieler und Sänger                                                                         | 39    |       |
| 15. April | Maximilian Rott                                                 | deutscher Kaufmann und Schriftsteller                                                                         | 53    |       |
| 15. April | Alexandra Viktoria von Schleswig-Holstein-Sonderburg-Glücksburg | Prinzessin von Preußen                                                                                        | 69    |       |
| 16. April | Hermann Fellinger                                               | deutscher Ministerialbeamter und Manager                                                                      | 73    |       |
| 16. April | August Rautenberg                                               | deutscher Politiker (SPD), MdL                                                                                | 70    |       |
| 16. April | Karl Steensen                                                   | deutscher Politiker (CDU), MdL                                                                                | 74    |       |
| 17. April | Sepp Aman                                                       | österreichischer Politiker (Großdeutsche Vereinigung, Großdeutsche Volkspartei), Abgeordneter zum Nationalrat | 86    |       |
| 17. April | Romeo Gavioli                                                   | uruguayischer Architekt und Musiker                                                                           | 44    |       |
| 17. April | Arthur Scott King                                               | US-amerikanischer Physiker und Astrophysiker                                                                  | 81    |       |
| 17. April | Arthur March                                                    | österreichischer Physiker                                                                                     | 66    |       |
| 17. April | William Murphy                                                  | US-amerikanischer Lacrossespieler                                                                             | 89    |       |
| 17. April | József Ónody                                                    | ungarischer Schwimmer                                                                                         | 74    |       |
| 17. April | Wilhelm Reuter                                                  | deutscher Dichter                                                                                             | 60    |       |
| 18. April | Jens Laursøn Emborg                                             | dänischer Komponist                                                                                           | 81    |       |
| 18. April | Hélène Fleury-Roy                                               | französische Komponistin                                                                                      | 80    |       |
| 18. April | Huug de Groot                                                   | niederländischer Fußballspieler                                                                               | 66    |       |
| 18. April | Ben W. Hooper                                                   | US-amerikanischer Politiker                                                                                   | 86    |       |
| 18. April | Archie Robertson                                                | britischer Langstreckenläufer                                                                                 | 77    |       |
| 19. April | Willem Albarda                                                  | niederländischer Politiker (SDAP)                                                                             | 79    |       |
| 19. April | Al Plunkett                                                     | kanadischer Sänger                                                                                            |       |       |
| 19. April | Daniel Stocker                                                  | deutscher Bildhauer                                                                                           | 91    |       |
| 20. April | Konrad Knopp                                                    | deutscher Mathematiker                                                                                        | 74    |       |
| 20. April | Oskar Witt                                                      | deutscher Bildhauer, Keramiker und Maler                                                                      | 65    |       |
| 21. April | Lou Brero                                                       | US-amerikanischer Rennfahrer                                                                                  | 47    |       |
| 21. April | Alfredo Gollini                                                 | italienischer Turner                                                                                          | 76    |       |
| 21. April | John Graham Kerr                                                | englischer Embryologe und Zoologe                                                                             | 87    |       |
| 21. April | Alfons Knaffl-Lenz                                              | österreichischer Diplomat                                                                                     | 78    |       |
| 21. April | Max Thierfelder                                                 | deutscher Militärarzt und Tropenmediziner                                                                     | 71    |       |
| 22. April | Roy Campbell                                                    | südafrikanischer Lyriker, Essayist, Übersetzer und Stierkämpfer                                               | 55    |       |
| 22. April | Dorothy Duncan MacLennan                                        | kanadische Schriftstellerin                                                                                   |       |       |
| 22. April | August Göwert                                                   | deutscher Politiker und Oberbürgermeister der Stadt Bocholt (1947–1948)                                       | 76    |       |
| 22. April | Ida Obenauer                                                    | deutsche Vorkämpferin für die Stellung der Frau in Kirche und Gesellschaft                                    | 81    |       |
| 22. April | Jalmari Sauli                                                   | finnischer Leichtathlet, Journalist und Schriftsteller                                                        | 67    |       |
| 22. April | William H. Stafford                                             | US-amerikanischer Politiker                                                                                   | 87    |       |
| 23. April | Reinder Pieter van Calcar                                       | niederländischer Bakteriologe                                                                                 | 84    |       |
| 23. April | Johannes Christensen                                            | dänischer Langstreckenläufer                                                                                  | 68    |       |
| 23. April | Émilie Desjeux                                                  | französische Malerin und Porträtistin                                                                         | 95    |       |
| 23. April | Armin Hansen                                                    | US-amerikanischer Maler und Grafiker                                                                          | 70    |       |
| 23. April | Ernest Miller                                                   | US-amerikanischer Kameramann                                                                                  | 72    |       |
| 23. April | Earres Prince                                                   | US-amerikanischer Jazzmusiker                                                                                 | 60    |       |
| 23. April | Johann Probst                                                   | österreichischer Politiker (CS), Landtagsabgeordneter                                                         | 74    |       |
| 24. April | Andries Cornelis Dirk de Graeff                                 | niederländischer Diplomat, Politiker                                                                          | 84    |       |
| 24. April | Elisabeth Hesselblad                                            | schwedische Nonne, römisch-katholische Selige                                                                 | 86    |       |
| 24. April | Murdoch Macdonald                                               | britischer Wasserbauingenieur                                                                                 | 90    |       |
| 24. April | Harry McClintock                                                | US-amerikanischer Komponist                                                                                   | 74    |       |
| 24. April | Friedrich Neumark                                               | deutscher Architekt                                                                                           | 80    |       |
| 24. April | Andreas Nielsen                                                 | deutscher Generalleutnant der Luftwaffe                                                                       | 57    |       |
| 24. April | Charles de Romrée de Vichenet                                   | belgischer Diplomat                                                                                           | 72    |       |
| 25. April | Vally von Brenneis                                              | österreichische Theaterschauspielerin                                                                         | 73    |       |
| 25. April | Ethel De la Cour                                                | schottisch-britische Schulleiterin                                                                            | 87    |       |
| 25. April | Octave Gengou                                                   | belgischer Bakteriologe                                                                                       | 82    |       |
| 25. April | Ernst Gock                                                      | deutscher Maler und Zeichner                                                                                  | 88    |       |
| 25. April | Clemens Lammers                                                 | deutscher Politiker (Zentrum), MdR                                                                            | 74    |       |
| 25. April | Hans Eduard Seebaß                                              | deutscher Politiker                                                                                           | 63    |       |
| 26. April | Paul von Bongardt                                               | deutscher Opernregisseur und Intendant                                                                        | 85    |       |
| 26. April | Arturo Cancela                                                  | argentinischer Redakteur und Schriftsteller                                                                   | 65    |       |
| 26. April | Hermann Durst                                                   | deutscher Politiker (CDU)                                                                                     | 51    |       |
| 26. April | Elinor Fair                                                     | US-amerikanische Schauspielerin                                                                               | 53    |       |
| 26. April | Siegfried Höxter                                                | SPD-Mitglied, Widerstandskämpfer, Emigrant, US-amerikanischer Geheimdientoffizier                             | 51    |       |
| 26. April | George Rublee                                                   | US-amerikanischer Rechtsanwalt                                                                                | 88    |       |
| 27. April | Jules Jeanneney                                                 | französischer Politiker                                                                                       | 92    |       |
| 27. April | George Barker Jeffery                                           | britischer Physiker                                                                                           | 65    |       |
| 27. April | Louis M. Rabinowitz                                             | amerikanischer Unternehmer und Philanthrop                                                                    | 69    |       |
| 27. April | Jean de Sperati                                                 | Briefmarkenfälscher                                                                                           | 72    |       |
| 28. April | Oskar-Heinrich Bär                                              | deutscher Luftwaffenoffizier                                                                                  | 43    |       |
| 28. April | Frieda Fromm-Reichmann                                          | deutsch-US-amerikanische Ärztin und Psychoanalytikerin                                                        | 67    |       |
| 28. April | Willy Fruggel                                                   | deutscher Politiker (NSDAP), MdR                                                                              | 71    |       |
| 28. April | Ferenc Hirzer                                                   | ungarischer Fußballspieler und -trainer                                                                       | 54    |       |
| 28. April | Albert Klöckner                                                 | deutscher Architekt, Teilhaber des Architekturbüros Helbig & Klöckner (1908–1927) in Köln                     | 83    |       |
| 28. April | Rudi Schneider                                                  | österreichischer Motor-Mechaniker und parapsychologisches Medium                                              | 48    |       |
| 28. April | Jockel Stahl                                                    | deutscher Tänzer                                                                                              | 45    |       |
| 29. April | William Charles Aalsmeer                                        | niederländischer Kardiologe                                                                                   | 67    |       |
| 29. April | Wilhelm Martin Dienstbach                                       | deutscher Lehrer und Heimatforscher                                                                           | 83    |       |
| 29. April | Heinrich von Ficker                                             | österreichischer Meteorologe und Geophysiker                                                                  | 75    |       |
| 29. April | Lucien Pothier                                                  | französischer Radrennfahrer                                                                                   | 74    |       |
| 30. April | Kathleen Atkinson                                               | US-amerikanische Tennisspielerin                                                                              | 81    |       |
| 30. April | Oluf Christensen                                                | deutscher Politiker (NSDAP), MdR                                                                              | 52    |       |
| 30. April | Wilhelm Lenz                                                    | deutscher Physiker                                                                                            | 69    |       |
| 30. April | Elisabeth Neurdenburg                                           | niederländische Kunsthistorikerin und Publizistin                                                             | 74    |       |
| 30. April | Ludwig Schiedermair                                             | deutscher Musikwissenschaftler                                                                                | 80    |       |
| 30. April | Frieda Strehlow                                                 | deutsche Missionarin und Anthropologin                                                                        | 81    |       |
| 30. April | Berndt Uhl                                                      | deutscher Theaterschauspieler                                                                                 | 54    |       |
| 30. April | Clarence Walker                                                 | südafrikanischer Boxer im Bantamgewicht                                                                       | 58    |       |
| 30. April | Paul Wolf                                                       | deutscher Architekt und Stadtplaner                                                                           | 77    |       |

## Mai
| Tag     | Name                                    | Beruf, bekannt als                                                                                    | Alter | Beleg |
| ------- | --------------------------------------- | --- | ----- | ----- |
| 1. Mai  | Richard Hunger                          | deutscher Geologe                                                                                     | 45    |       |
| 1. Mai  | Robert Jack                             | schottischer Physiker und Radiopionier                                                                | 79    |       |
| 1. Mai  | Grant Mitchell                          | US-amerikanischer Schauspieler                                                                        | 82    |       |
| 1. Mai  | George Paish                            | britischer Wirtschaftswissenschaftler                                                                 | 89    |       |
| 2. Mai  | Gilberte de Courgenay                   | Schweizer Kellnerin, die zum Soldatenidol wurde                                                       | 61    |       |
| 2. Mai  | Otto Jaeschke                           | deutscher Politiker (NSDAP), MdR                                                                      | 66    |       |
| 2. Mai  | Tadeusz Kassern                         | polnischer Komponist                                                                                  | 53    |       |
| 2. Mai  | Otto Lenz                               | deutscher Politiker (CDU), MdB                                                                        | 53    |       |
| 2. Mai  | Joseph McCarthy                         | US-amerikanischer Politiker                                                                           | 48    |       |
| 2. Mai  | Engelbert Neyer                         | österreichischer Politiker (CSP), Landtagsabgeordneter zum Vorarlberger Landtag                       | 76    |       |
| 2. Mai  | Michael Joseph Ready                    | US-amerikanischer Geistlicher, Bischof von Columbus                                                   | 64    |       |
| 3. Mai  | Albert Béguin                           | Schweizer Literaturwissenschaftler, Übersetzer und Essayist                                           | 55    |       |
| 3. Mai  | Ernst Bertram                           | deutscher Schriftsteller                                                                              | 72    |       |
| 3. Mai  | Marie Ondříčková                        | tschechische Geigerin und Musikpädagogin                                                              | 86    |       |
| 3. Mai  | Daisy Osborn                            | neuseeländische Malerin, Kunsthandwerkerin und Kunstlehrerin                                          | 79    |       |
| 3. Mai  | Ludwig Saxer                            | deutscher Konteradmiral                                                                               | 87    |       |
| 3. Mai  | Kristian Schreiner                      | norwegischer Anthropologe und Professor der Anatomie                                                  | 82    |       |
| 4. Mai  | Niels Bøgholm                           | dänischer Anglist und Hochschullehrer                                                                 | 83    |       |
| 4. Mai  | Theodor Feldmann                        | Volksbildner, Radiojournalist, Schriftsteller, Bibliothekar und Buchhändler.                          | 65    |       |
| 4. Mai  | Gé Fortgens                             | niederländischer Fußballspieler                                                                       | 69    |       |
| 4. Mai  | Katie Johnson                           | britische Schauspielerin                                                                              | 78    |       |
| 04. Mai | Adeodato López                          | mexikanischer Fußballspieler                                                                          | 51    |       |
| 4. Mai  | Erich Scheurmann                        | deutscher Schriftsteller, Maler, Puppenspieler und Prediger                                           | 78    |       |
| 4. Mai  | Walter Streckfuß                        | deutscher Opernsänger (Bass)                                                                          | 56    |       |
| 5. Mai  | Michail Fabianowitsch Gnessin           | russischer Komponist                                                                                  | 74    |       |
| 5. Mai  | Joseph William Kennedy                  | US-amerikanischer Physiker                                                                            | 40    |       |
| 5. Mai  | Georges Lorgeou                         | französischer Radrennfahrer                                                                           | 73    |       |
| 5. Mai  | Leopold Löwenheim                       | deutscher Logiker und Mathematiker                                                                    | 78    |       |
| 5. Mai  | Eduard Reiss                            | deutsch-schweizerischer Psychiater                                                                    | 78    |       |
| 5. Mai  | Heinz Schönfeld                         | deutscher Elektrotechniker und Hochschullehrer                                                        | 48    |       |
| 5. Mai  | Theodor Vogelstein                      | Bankier und Industrieller                                                                             | 76    |       |
| 6. Mai  | Rudolf Gerber                           | deutscher Musikwissenschaftler                                                                        | 58    |       |
| 6. Mai  | Reginald Hackforth                      | britischer Altphilologe                                                                               | 69    |       |
| 6. Mai  | Robert Olleris                          | französischer Generalleutnant                                                                         | 67    |       |
| 7. Mai  | Elisabeth Baumgartner                   | Schweizer Bäuerin und Verfasserin von Theaterstücken und Hörspielen in Berndeutsch                    | 68    |       |
| 7. Mai  | Wilhelm Filchner                        | deutscher Geophysiker, Forschungsreisender und Reiseschriftsteller                                    | 79    |       |
| 7. Mai  | Arnold van Gennep                       | französischer Ethnologe                                                                               | 84    |       |
| 7. Mai  | Hans Haas                               | deutscher Altphilologe                                                                                | 68    |       |
| 7. Mai  | Friedrich-Carl Kobbe                    | deutscher Schriftsteller, Journalist, Theater- und Hörspielregisseur                                  | 64    |       |
| 7. Mai  | Zenón Noriega Agüero                    | Präsident einer peruanischen Militärjunta 1950                                                        | 56    |       |
| 7. Mai  | Johann Wachter                          | österreichischer Politiker (SPÖ), Landtagsabgeordneter                                                | 68    |       |
| 8. Mai  | Eugen Fehrle                            | deutscher Volkskundler und nationalsozialistischer Wissenschaftspolitiker                             | 76    |       |
| 8. Mai  | Curt Furbach                            | deutscher Ministerialbeamter, Manager der deutschen Porzellanindustrie und Kommunalverwaltungsbeamter | 70    |       |
| 8. Mai  | Peter Opladen                           | deutscher Autor und katholischer Priester                                                             | 80    |       |
| 8. Mai  | Jan Sluijters                           | niederländischer Kunstmaler                                                                           | 75    |       |
| 8. Mai  | James Stewart-Murray, 9. Duke of Atholl | schottischer Großgrundbesitzer und Peer                                                               | 77    |       |
| 8. Mai  | Hermann Zapf                            | deutscher Politiker (NSDAP), MdR                                                                      | 71    |       |
| 9. Mai  | Franz Brenthel                          | deutscher Hüttenkundler und Professor an der Bergakademie Freiberg                                    | 65    |       |
| 9. Mai  | Heinrich Campendonk                     | deutsch-niederländischer Maler und Grafiker                                                           | 67    |       |
| 9. Mai  | Adolf Klinkenberg                       | deutscher Eisenhüttenmann und Manager der deutschen Stahlindustrie                                    | 75    |       |
| 9. Mai  | Louis Benedict Kucera                   | US-amerikanischer Geistlicher, Bischof von Lincoln                                                    | 68    |       |
| 09. Mai | Forest McNeir                           | US-amerikanischer Sportschütze                                                                        | 81    |       |
| 9. Mai  | Ezio Pinza                              | italienischer Opernsänger (Bass)                                                                      | 64    |       |
| 10. Mai | Edvardas Adamkevičius                   | litauischer General                                                                                   | 69    |       |
| 10. Mai | Guido Ascoli                            | italienischer Mathematiker                                                                            | 69    |       |
| 10. Mai | Kurt von Tippelskirch                   | deutscher Offizier, zuletzt General der Infanterie im Zweiten Weltkrieg; Militärhistoriker            | 65    |       |
| 10. Mai | Marshall Van Winkle                     | US-amerikanischer Politiker                                                                           | 87    |       |
| 11. Mai | Fuat Ağralı                             | türkischer Politiker                                                                                  |       |       |
| 11. Mai | Théophile de Donder                     | belgischer Physiker                                                                                   | 84    |       |
| 11. Mai | Josef Feiten                            | deutscher Pädagoge und Schriftsteller                                                                 | 68    |       |
| 11. Mai | Gustav Heß                              | deutscher Jurist und Beigeordneter                                                                    | 77    |       |
| 11. Mai | Otto Klepper                            | deutscher Jurist und Politiker (DNVP, DDP/DStP, später parteilos)                                     | 68    |       |
| 11. Mai | Heinrich Müller                         | Schweizer Fußballspieler, -funktionär und -trainer                                                    | 68/69 |       |
| 11. Mai | Friedrich Tobler                        | deutscher Botaniker und Hochschullehrer                                                               | 77    |       |
| 11. Mai | Hanne Treff                             | erzgebirgische Heimatdichterin                                                                        | 69    |       |
| 11. Mai | Josef Weingartner                       | österreichischer Propst und Kunsthistoriker                                                           | 72    |       |
| 12. Mai | Richard Bloos                           | deutscher Maler und Radierer                                                                          | 78    |       |
| 12. Mai | Max Hirzel                              | Schweizer Opernsänger                                                                                 | 68    |       |
| 12. Mai | Jaromír Klika                           | tschechischer Botaniker und Pflanzensoziologe                                                         | 68    |       |
| 12. Mai | Alfonso de Portago                      | spanischer Autorennfahrer                                                                             | 28    |       |
| 12. Mai | Guillermo Saavedra                      | chilenischer Fußballspieler                                                                           | 53    |       |
| 12. Mai | Stefan I.                               | bulgarischer Metropolit und Exarch                                                                    | 78    |       |
| 12. Mai | Erich von Stroheim                      | österreichisch-US-amerikanischer Regisseur und Schauspieler                                           | 71    |       |
| 12. Mai | Léon-Albert Terrier                     | französischer römisch-katholischer Geistlicher und Bischof                                            | 63    |       |
| 13. Mai | Georges Detreille                       | französischer Radrennfahrer                                                                           | 63    |       |
| 13. Mai | Michael Fekete                          | ungarisch-israelischer Mathematiker                                                                   | 70    |       |
| 13. Mai | Ernst Klebelsberg                       | österreichischer Psychiater                                                                           | 73    |       |
| 13. Mai | Otto Mantler                            | deutscher Verwaltungsjurist und Bezirksoberamtmann                                                    | 76    |       |
| 13. Mai | Heinrich Ried                           | österreichischer Architekt                                                                            | 75    |       |
| 13. Mai | Ottone Rosai                            | italienischer Maler des Futurismus und Novecento                                                      | 62    |       |
| 13. Mai | Robert Alfred Theobald                  | Rear Admiral (Konteradmiral) der United States Navy                                                   | 73    |       |
| 14. Mai | Sidney Abrahams                         | britischer Weitspringer und Sprinter                                                                  | 72    |       |
| 14. Mai | Heinrich Graser                         | deutscher Jurist und Oberbürgermeister von Lörrach (1927–1933)                                        | 69    |       |
| 14. Mai | Thit Jensen                             | dänische Schriftstellerin                                                                             | 81    |       |
| 14. Mai | Marie Vassilieff                        | russisch-französische Malerin und Bildhauerin                                                         | 73    |       |
| 15. Mai | Keith Andrews                           | US-amerikanischer Autorennfahrer                                                                      | 36    |       |
| 15. Mai | Karl-Friedrich Bonhoeffer               | deutscher Chemiker                                                                                    | 58    |       |
| 15. Mai | Fritz van Calker                        | deutscher Staatsrechtler und Politiker (NLP), MdR                                                     | 92    |       |
| 15. Mai | Julius Diez                             | deutscher Maler und Grafiker                                                                          | 86    |       |
| 15. Mai | Dick Irvin                              | kanadischer Eishockeytrainer                                                                          | 64    |       |
| 15. Mai | Franz Konrad                            | deutscher Politiker, Oberbürgermeister von Schwäbisch Gmünd und Bürgermeister von Laupheim            | 65    |       |
| 15. Mai | Albert Smijers                          | niederländischer römisch-katholischer Priester und Musikwissenschaftler                               | 68    |       |
| 15. Mai | Josephine Elizabeth Tilden              | US-amerikanische Botanikerin und Hochschullehrerin                                                    | 88    |       |
| 15. Mai | Bernhard Wildenhain                     | deutscher Schauspieler und Regisseur                                                                  | 84    |       |
| 16. Mai | Manfred von Brünneck-Bellschwitz        | deutscher Jurist, Verwaltungsbeamter und Politiker                                                    | 85    |       |
| 16. Mai | Hanna Dauberger                         | österreichische Schauspielerin und Schriftstellerin                                                   | 84    |       |
| 16. Mai | Eliot Ness                              | US-amerikanischer Finanzbeamter und Prohibitionsagent                                                 | 54    |       |
| 16. Mai | Walter Reginald Brook Oliver            | neuseeländischer Botaniker und Ornithologe                                                            | 73    |       |
| 16. Mai | Wilhelm Ruß                             | deutscher Lehrer und Mitgründer der HUK-Coburg                                                        |       |       |
| 16. Mai | Rollin B. Sanford                       | US-amerikanischer Politiker                                                                           | 82    |       |
| 17. Mai | Ernst Friedrich                         | deutscher Ingenieur und Vizeadmiral (Ing.)                                                            | 82    |       |
| 17. Mai | Ottomar Geschke                         | deutscher Politiker (SPD, USPD, KPD, SED), MdR, MdV                                                   | 74    |       |
| 17. Mai | Paul Hecker                             | deutscher Kaufmann, MdBB                                                                              | 63    |       |
| 17. Mai | Albert Weber                            | Schweizer Lehrer und Dialektologe                                                                     | 73    |       |
| 18. Mai | Maria Stromberger                       | österreichische Krankenschwester und Widerstandskämpferin in der Zeit des Nationalsozialismus         | 59    |       |
| 19. Mai | Edward Carstenn                         | deutscher Gymnasiallehrer und Historiker in Danzig                                                    | 70    |       |
| 19. Mai | Karl Keunecke                           | deutscher Politiker (SPD)                                                                             | 69    |       |
| 19. Mai | Alice Milliat                           | französische Sportfunktionärin                                                                        | 73    |       |
| 19. Mai | Otto van Rees                           | niederländischer Kunstmaler                                                                           | 73    |       |
| 19. Mai | Ernst Hermann Riesenfeld                | deutsch-schwedischer Chemiker                                                                         | 79    |       |
| 20. Mai | Paul Kluckhohn                          | deutscher Germanist und Literaturhistoriker                                                           | 71    |       |
| 20. Mai | Gilbert Murray                          | britischer Altphilologe                                                                               | 91    |       |
| 20. Mai | T. Prakasam                             | indischer Politiker                                                                                   | 84    |       |
| 20. Mai | Sergei Jakowlewitsch Sokolow            | sowjetischer Wissenschaftler und Ultraschallpionier                                                   | 59    |       |
| 20. Mai | Lothar Steuer                           | deutscher Jurist, Verwaltungsbeamter und Politiker (DNVP, NR, FDP), MdR, MdL                          | 63    |       |
| 21. Mai | Juan Llossas                            | spanischer Musiker                                                                                    | 56    |       |
| 21. Mai | Alexander Iwanowitsch Nekrassow         | russischer Physiker, Mathematiker und Hochschullehrer                                                 | 73    |       |
| 21. Mai | Johannes Pinsk                          | deutscher katholischer Theologe                                                                       | 66    |       |
| 21. Mai | Francis Augustinus Thill                | US-amerikanischer Geistlicher, Bischof von Salina                                                     | 63    |       |
| 21. Mai | Alexander Nikolajewitsch Wertinski      | russischer und sowjetischer Künstler, Sänger, Kabarettist und Filmschauspieler                        | 68    |       |
| 22. Mai | George Bacovia                          | rumänischer Dichter                                                                                   | 75    |       |
| 22. Mai | Franz Borkenau                          | Geschichtsphilosoph, Kulturhistoriker und Soziologe                                                   | 56    |       |
| 22. Mai | Franz Maria Feldhaus                    | Autodidakt, deutscher Elektroingenieur, Technikhistoriker und wissenschaftlicher Schriftsteller       | 83    |       |
| 22. Mai | Heinrich Grönewald                      | deutscher Pädagoge und Journalist                                                                     | 47    |       |
| 22. Mai | Arthur M. Hind                          | britischer Kunsthistoriker                                                                            | 76    |       |
| 23. Mai | Emil Bannemann                          | deutscher Politiker (NSDAP), MdR                                                                      | 55    |       |
| 23. Mai | Richard Forthuber                       | deutscher Verwaltungsjurist und Kommunalbeamter                                                       | 74    |       |
| 23. Mai | Georg Seufert                           | deutscher Kommunalpolitiker                                                                           | 72    |       |
| 24. Mai | Anne Kalähne                            | deutsche Politikerin (DNVP) in Danzig                                                                 | 78    |       |
| 25. Mai | Hermann Friedmann                       | polnisch-deutscher Philosoph                                                                          | 84    |       |
| 25. Mai | Leo Goodwin                             | US-amerikanischer Schwimmer und Wasserballspieler                                                     | 73    |       |
| 25. Mai | Teresa Łubieńska                        | polnische Widerstandskämpferin und Sozialaktivistin                                                   | 73    |       |
| 25. Mai | Anna Michailowna Pankratowa             | sowjetische Historikerin                                                                              |       |       |
| 25. Mai | Matti Raivio                            | finnischer Skilangläufer                                                                              | 64    |       |
| 25. Mai | Max Wislicenus                          | deutscher Maler und Bildwirker                                                                        | 95    |       |
| 26. Mai | Ludwig Basnizki                         | deutscher Gymnasialprofessor und Autor                                                                | 72    |       |
| 26. Mai | August Bischler                         | russisch-schweizerischer Chemiker                                                                     | 92    |       |
| 26. Mai | Gustaaf Adolf van den Bergh van Eysinga | niederländischer reformierter Theologe, Bibelkritiker, Philosoph, Historiker                          | 82    |       |
| 26. Mai | Edgar Goldschmid                        | deutscher Pathologe und Medizinhistoriker                                                             | 75    |       |
| 26. Mai | Robert Lawson                           | US-amerikanischer Illustrator und Kinderbuchautor                                                     | 64    |       |
| 26. Mai | Carl von Moers                          | deutscher Vielseitigkeitsreiter                                                                       | 85    |       |
| 26. Mai | Luther Patrick                          | US-amerikanischer Rechtsanwalt und Politiker                                                          | 63    |       |
| 26. Mai | Anna Schönborn                          | deutsche Oberstudiendirektorin, Schulleiterin, Mitbegründerin des Deutschen Akademikerinnenbundes     | 76    |       |
| 27. Mai | Jakob Dörler                            | deutscher Gewerkschafter und Politiker (Zentrum, BV), MdL                                             | 82    |       |
| 27. Mai | Hermann Merkel                          | deutscher Rechtsmediziner und Hochschullehrer                                                         | 83    |       |
| 28. Mai | Abraham Cohen                           | britischer Rabbiner und Gelehrter                                                                     | 70    |       |
| 28. Mai | Marie Kunert                            | deutsche Politikerin (USPD, SPD), MdR                                                                 | 86    |       |
| 28. Mai | Nyanatiloka                             | deutscher Mönch und Buddhist                                                                          | 79    |       |
| 28. Mai | János Plesch                            | ungarischer Pathologe und Physiologe                                                                  | 78    |       |
| 28. Mai | Martin Wagner                           | deutsch-US-amerikanischer Architekt und Stadtplaner                                                   | 71    |       |
| 29. Mai | Konrad Haemmerling                      | deutscher Schriftsteller                                                                              | 68    |       |
| 29. Mai | Otto Maier                              | deutscher Ruderer                                                                                     | 69    |       |
| 29. Mai | Franz Joseph Peters                     | deutscher katholischer Priester, Professor und Theologe                                               | 82    |       |
| 29. Mai | James Whale                             | britischer Regisseur                                                                                  | 67    |       |
| 29. Mai | Paul Wing                               | US-amerikanischer Regieassistent, Filmproduzent und Filmschauspieler                                  | 64    |       |
| 30. Mai | Piero Carini                            | italienischer Automobilrennfahrer                                                                     | 36    |       |
| 30. Mai | Karl Friedrich Lippmann                 | deutscher Landschafts-, Porträt- und Blumenmaler                                                      | 73    |       |
| 30. Mai | Toivo Pekkanen                          | finnischer Schriftsteller                                                                             | 54    |       |
| 30. Mai | Harvey Robb                             | kanadischer Organist, Pianist und Musikpädagoge                                                       | 69    |       |
| 30. Mai | Hans Wolfgang Singer                    | deutscher Kunsthistoriker                                                                             | 89    |       |
| 30. Mai | Egon Ullrich                            | österreichischer Mathematiker                                                                         | 54    |       |
| 31. Mai | Johnny Kilbane                          | US-amerikanischer Boxer                                                                               | 68    |       |
| 31. Mai | Carlos Marcucci                         | argentinischer Bandoneonist, Bandleader und Tangokomponist                                            | 53    |       |
| 31. Mai | Fridolin Puhr                           | österreichischer SS-Hauptsturmführer und Truppenarzt im KZ Dachau                                     | 44    |       |
| 31. Mai | Peeter Sink                             | estnischer Pfarrer, Lyriker, Maler und Photograph                                                     | 55    |       |
| 31. Mai | Leopold Staff                           | polnischer Dichter, Dramatiker und Literaturübersetzer                                                | 78    |       |
| 31. Mai | Heinrich Stille                         | deutscher Architekt                                                                                   | 78    |       |
| 31. Mai | Mirko Szewczuk                          | österreichischer Karikaturist                                                                         | 37    |       |

## Juni
| Tag      | Name                                    | Beruf, bekannt als                                                                                            | Alter | Beleg |
| -------- | --------------------------------------- | --- | ----- | ----- |
| 1. Juni  | Helene Bresslau                         | deutsche Lehrerin, Krankenpflegerin und Krankenschwester, Ehefrau von Albert Schweitzer                       | 78    |       |
| 1. Juni  | Luisa Casati                            | italienische Erbin, Muse, Mäzen, Modeikone und High Society Lady                                              | 76    |       |
| 1. Juni  | Russell Hicks                           | US-amerikanischer Schauspieler                                                                                | 61    |       |
| 1. Juni  | Claire Reigbert                         | deutsche Schauspielerin                                                                                       | 69    |       |
| 2. Juni  | Nikolaus Brem                           | deutscher römisch-katholischer Geistlicher                                                                    | 79    |       |
| 2. Juni  | Walter Curran Mendenhall                | US-amerikanischer Geologe                                                                                     | 86    |       |
| 2. Juni  | Alfred Stühmer                          | deutscher Dermatologe und Hochschullehrer                                                                     | 72    |       |
| 3. Juni  | Meta Corssen                            | deutsche Germanistin und Bibliothekarin                                                                       | 63    |       |
| 3. Juni  | Robert Crosser                          | US-amerikanischer Politiker (Demokratische Partei)                                                            | 82    |       |
| 3. Juni  | Carl Diesch                             | deutscher Germanist und Bibliothekar                                                                          | 76    |       |
| 3. Juni  | Wilhelm Hausenstein                     | deutscher Schriftsteller, Kunstkritiker, Kulturhistoriker, Publizist und Diplomat                             | 74    |       |
| 3. Juni  | Karl Löhle                              | deutscher Politiker (SPD)                                                                                     | 54    |       |
| 3. Juni  | Pjotr Petrowitsch Schilowski            | russischer Graf und Erfinder                                                                                  | 85    |       |
| 3. Juni  | Rudolf Schlager                         | österreichischer Politiker (SdP), Mitglied des Bundesrates, Abgeordneter zum Nationalrat                      | 77    |       |
| 4. Juni  | Adolf Dietrich                          | Schweizer Maler                                                                                               | 79    |       |
| 4. Juni  | Hermann Dröse                           | deutscher Politiker (SPD), MdL                                                                                | 77    |       |
| 4. Juni  | Rudolf Fischer                          | deutscher Schriftsteller                                                                                      | 56    |       |
| 4. Juni  | Richard Mazur                           | österreichischer Politiker                                                                                    | 55    |       |
| 4. Juni  | Samuel J. Montgomery                    | US-amerikanischer Politiker                                                                                   | 60    |       |
| 4. Juni  | Franciscus Nagler                       | deutscher Kantor, Heimatdichter und Komponist                                                                 | 83    |       |
| 4. Juni  | Oreste Schiuma                          | argentinischer Musikkritiker und Musikschriftsteller italienischer Herkunft                                   | 76    |       |
| 4. Juni  | Louise Schroeder                        | deutsche Politikerin (SPD), MdR, MdB                                                                          | 70    |       |
| 5. Juni  | Frances Densmore                        | US-amerikanische Musikethnologin                                                                              | 90    |       |
| 5. Juni  | Theodor Fischer                         | Schweizer Kunsthändler                                                                                        | 79    |       |
| 5. Juni  | Joseph Lasalarie                        | französischer Politiker                                                                                       | 64    |       |
| 5. Juni  | Wladimir Alexandrowitsch Lugowskoi      | russischer konstruktivistischer Dichter                                                                       | 55    |       |
| 5. Juni  | Eduard Reimer                           | deutscher Jurist                                                                                              | 60    |       |
| 5. Juni  | Margarete Trappe                        | deutsche und britische Großwildjägerin                                                                        | 72    |       |
| 6. Juni  | Juan Beigbeder                          | spanischer Außenminister                                                                                      | 69    |       |
| 6. Juni  | Ella Flesch                             | ungarische Sopranistin und Opernsängerin                                                                      | 58    |       |
| 6. Juni  | Curt Sauermilch                         | deutscher Maler, Lehrer und Kreisheimatpfleger                                                                | 73    |       |
| 6. Juni  | Josef Schilling                         | deutscher Bauhandwerker, Gewerkschafter und Senator (Bayern)                                                  | 65    |       |
| 6. Juni  | Ernst Schrewe                           | deutscher Senatssyndikus, Wissenschaftlicher Rat und Leiter der Hamburger Volkshochschule und Schulverwaltung | 57    |       |
| 6. Juni  | Friedrich Wahrenburg                    | deutscher Politiker (SPD), MdL                                                                                | 61    |       |
| 7. Juni  | Otto von Boehn                          | deutscher Gärtner und Heimatforscher                                                                          | 83    |       |
| 7. Juni  | Adalbert Duschek                        | österreichischer Mathematiker und Politiker (SPÖ), Mitglied des Bundesrates                                   | 61    |       |
| 7. Juni  | Valentin Gerlach                        | deutscher Hygieniker in der Lebensmittelindustrie                                                             | 98    |       |
| 7. Juni  | Luigi Negri                             | italienischer Politiker                                                                                       | 77    |       |
| 8. Juni  | Rudolf Klaiber                          | deutscher Verwaltungsjurist und Polizeipräsident in Stuttgart                                                 | 84    |       |
| 8. Juni  | Jacques Krauss                          | französischer Filmarchitekt                                                                                   | 56    |       |
| 8. Juni  | Jean-Germain Mousset                    | französischer Geistlicher und Apostolischer Vikar in Korea                                                    | 80    |       |
| 8. Juni  | Ferdinand Schleicher                    | deutscher Bauingenieur, Hochschullehrer und Fachautor                                                         | 56    |       |
| 9. Juni  | Arthur Drakeford                        | australischer Politiker und Minister                                                                          | 79    |       |
| 9. Juni  | Ferdinand Frithum                       | österreichischer Fußballspieler und -trainer                                                                  | 66    |       |
| 9. Juni  | Willem Molijn                           | niederländischer Fechter                                                                                      | 82    |       |
| 9. Juni  | Robert Oboussier                        | Schweizer Komponist und Musikkritiker                                                                         | 56    |       |
| 9. Juni  | Karl Wehner                             | deutscher Politiker (SPD), MdL                                                                                | 81    |       |
| 10. Juni | Richard Thomas Guilfoyle                | US-amerikanischer Geistlicher, Bischof von Altoona                                                            | 64    |       |
| 10. Juni | Walter Jakobsson                        | finnischer Eiskunstläufer                                                                                     | 75    |       |
| 10. Juni | Hans Scheib                             | deutscher Kameramann, überwiegend tätig beim heimischen und spanischen Film                                   | 51    |       |
| 10. Juni | Gerhard Alois Westrick                  | deutscher Jurist und Spion                                                                                    | 68    |       |
| 10. Juni | Volmar Wikström                         | finnischer Ringer                                                                                             | 67    |       |
| 11. Juni | Paul Christophe                         | belgischer Bauingenieur                                                                                       | 86    |       |
| 11. Juni | Hughie Gallacher                        | schottischer Fußballspieler                                                                                   | 54    |       |
| 11. Juni | Otto Krone                              | deutscher Lehrer, Maler und Heimatforscher                                                                    | 82    |       |
| 11. Juni | Victor von Poser und Groß-Naedlitz      | preußischer Verwaltungsjurist und Landrat                                                                     | 77    |       |
| 12. Juni | Ugi Battenberg                          | deutscher Maler                                                                                               | 78    |       |
| 12. Juni | Jimmy Dorsey                            | US-amerikanischer Jazzmusiker                                                                                 | 53    |       |
| 12. Juni | Peggy Hopkins Joyce                     | US-amerikanische Film- und Broadway-Schauspielerin                                                            | 64    |       |
| 12. Juni | Stanisław Szpinalski                    | polnischer Pianist und Musikpädagoge                                                                          | 55    |       |
| 12. Juni | Karl Ulrich Wolf                        | Schweizer Komponist und Pianist                                                                               |       |       |
| 13. Juni | Irving Baxter                           | US-amerikanischer Leichtathlet                                                                                | 81    |       |
| 13. Juni | Carl Bonde                              | schwedischer Dressurreiter                                                                                    | 85    |       |
| 13. Juni | Albert Pietzsch                         | deutscher Fabrikant, Leiter der Reichswirtschaftskammer                                                       | 82    |       |
| 14. Juni | Nico Bouvy                              | niederländischer Fußballspieler                                                                               | 64    |       |
| 14. Juni | Conny Carstennsen                       | deutscher Schauspieler, Filmregisseur und -produzent, Produktions- und Aufnahmeleiter                         | 68    |       |
| 14. Juni | Fritz Jäger                             | deutscher Sinologe und Hochschullehrer                                                                        | 71    |       |
| 14. Juni | Mimi Stelzer                            | österreichische Film- und Theaterschauspielerin sowie Operetten- und Musicalsängerin (Sopran)                 | 56    |       |
| 14. Juni | Georg Swarzenski                        | deutscher Kunsthistoriker                                                                                     | 81    |       |
| 14. Juni | Holmes Zimmermann                       | deutscher Schauspieler                                                                                        | 56    |       |
| 15. Juni | Karl Bürker                             | deutscher Tierphysiologe und Hochschullehrer                                                                  | 84    |       |
| 15. Juni | Johannes Duft                           | Schweizer Politiker (CVP) und Rechtsanwalt                                                                    | 73    |       |
| 15. Juni | René Dugas                              | französischer Ingenieur und Wissenschaftshistoriker                                                           | 59    |       |
| 15. Juni | Hans von Eynern                         | deutscher Jurist und Politiker (DVP), MdL                                                                     | 83    |       |
| 15. Juni | Paul Ilg                                | Schweizer Schriftsteller                                                                                      | 82    |       |
| 15. Juni | Gaspare Messina                         | italienisch-amerikanischer Mobster                                                                            | 77    |       |
| 15. Juni | Artur de Souza Nascimento               | brasilianischer Musiker                                                                                       | 70    |       |
| 15. Juni | Enoch Zander                            | deutscher Zoologe, Imker und Bienenkundler                                                                    | 83    |       |
| 16. Juni | Engelbert Bogenreiter                   | österreichischer Landwirt und Politiker (ÖVP), Landtagsabgeordneter                                           | 51    |       |
| 16. Juni | John Pascal Brooks                      | US-amerikanischer Bauingenieur                                                                                | 95    |       |
| 16. Juni | Helen May Butler                        | US-amerikanische Bandleaderin und Komponistin                                                                 | 90    |       |
| 16. Juni | Gus Schilling                           | US-amerikanischer Schauspieler                                                                                | 48    |       |
| 16. Juni | Paul Smura                              | deutscher Maler und Gewerkschafter                                                                            | 67    |       |
| 17. Juni | Augusto Samuel Boyd                     | panamaischer Diplomat und Politiker                                                                           | 77    |       |
| 17. Juni | Hermann Eggers                          | deutscher Unternehmer                                                                                         | 78    |       |
| 17. Juni | Dudley Fosdick                          | US-amerikanischer Jazz-Mellophonist                                                                           |       |       |
| 17. Juni | Friedrich Möglich                       | deutscher Physiker, MdV                                                                                       | 54    |       |
| 17. Juni | Dorothy Richardson                      | englische Essayistin und Schriftstellerin                                                                     | 84    |       |
| 17. Juni | Francesco Scalice                       | US-amerikanischer Mafioso                                                                                     |       |       |
| 18. Juni | Witold Kaetanowitsch Bjalynizki-Birulja | weißrussischer Maler                                                                                          | 85    |       |
| 18. Juni | Carlo Celada                            | italienischer Turner                                                                                          | 73    |       |
| 18. Juni | Georgi Michailowitsch Nelepp            | sowjetischer Opernsänger (Tenor)                                                                              | 53    |       |
| 18. Juni | Jizchak Schenhar                        | hebräischer Schriftsteller                                                                                    |       |       |
| 19. Juni | Käthe Bewig                             | deutsche Malerin                                                                                              | 76    |       |
| 19. Juni | Karl Plagge                             | deutscher Offizier der Wehrmacht, der 250 Juden rettete                                                       | 59    |       |
| 19. Juni | Fritz Schwitzgebel                      | deutscher Politiker (NSDAP), MdR und Oberbürgermeister von Saarbrücken                                        | 68    |       |
| 20. Juni | Maurice Matthews                        | britischer Sportschütze                                                                                       | 76    |       |
| 20. Juni | Imre Soós                               | ungarischer Schauspieler                                                                                      | 27    |       |
| 21. Juni | Robert Bauch                            | deutscher Botaniker, Ökologe und Genetiker                                                                    | 60    |       |
| 21. Juni | Claude Farrère                          | französischer Autor                                                                                           | 81    |       |
| 21. Juni | Karl Figdor                             | österreichischer Journalist und Schriftsteller                                                                | 75    |       |
| 21. Juni | James W. Ford                           | US-amerikanischer Politiker                                                                                   | 63    |       |
| 21. Juni | František Kupka                         | tschechischer Maler                                                                                           | 85    |       |
| 21. Juni | Donald MacBride                         | US-amerikanischer Schauspieler                                                                                | 67    |       |
| 21. Juni | Otto Mallaun                            | österreichischer Baumeister                                                                                   | 83    |       |
| 21. Juni | Johannes Stark                          | deutscher Physiker und Träger des Physik-Nobelpreises (1919)                                                  | 83    |       |
| 22. Juni | Charles Brady King                      | US-amerikanischer Automobilbauer und Erfinder                                                                 | 89    |       |
| 22. Juni | Therese Trethan                         | österreichische Kunsthandwerkerin, Modeentwerferin, Malerin und Fachlehrerin                                  | 78    |       |
| 22. Juni | Erich Walter                            | deutscher Schauspieler bei Bühne und Film                                                                     | 79    |       |
| 23. Juni | Julius von Bernuth                      | preußischer Generalmajor                                                                                      | 96    |       |
| 23. Juni | Louis Fürnberg                          | deutscher Schriftsteller, Dichter und Musiker jüdischer Abstammung                                            | 48    |       |
| 23. Juni | Friedrich Horn                          | deutscher evangelischer Theologe                                                                              | 82    |       |
| 23. Juni | Ignatius Ephräm I. Barsum               | Patriarch von Antiochien der Syrisch-Orthodoxen Kirche und gelehrter Schriftsteller                           | 70    |       |
| 23. Juni | Albrecht von Thaer                      | deutscher Kavallerieoffizier                                                                                  | 89    |       |
| 24. Juni | Frank Blachford                         | kanadischer Geiger, Musikpädagoge, Dirigent und Komponist                                                     | 77    |       |
| 24. Juni | Marius van Haaften                      | niederländischer Mathematiker                                                                                 | 76    |       |
| 24. Juni | Wilhelm Heuber                          | deutscher Politiker (NSDAP), MdR                                                                              | 59    |       |
| 24. Juni | Hilary Page                             | britischer Spielzeugdesigner und Unternehmer                                                                  | 52    |       |
| 24. Juni | Herman Peltzer                          | niederländischer Fußballspieler                                                                               | 69    |       |
| 24. Juni | Aurel Racovitză                         | rumänischer Diplomat und General                                                                              | 67    |       |
| 25. Juni | Thea Aichbichler                        | deutsche Schauspielerin                                                                                       | 67    |       |
| 25. Juni | R. Gregg Cherry                         | US-amerikanischer Politiker                                                                                   | 65    |       |
| 25. Juni | Carl Wilhelm Hartmann                   | norwegischer Staatsanwalt, Richter und Politiker                                                              | 76    |       |
| 25. Juni | Curtis Mosby                            | US-amerikanischer Musiker, Bandleader und Clubbesitzer                                                        | 68    |       |
| 25. Juni | Erich Wagner                            | deutscher Maler                                                                                               | 80    |       |
| 26. Juni | Alfred Döblin                           | deutscher Arzt und Schriftsteller                                                                             | 78    |       |
| 26. Juni | Colm Gallagher                          | irischer Politiker, Boxpromoter                                                                               |       |       |
| 26. Juni | John Morgan                             | britischer Geistlicher, Erzbischof von Wales                                                                  | 71    |       |
| 26. Juni | Walther Schultz                         | deutscher lutherischer Theologe                                                                               | 56    |       |
| 26. Juni | Richard Thoma                           | deutscher Staatsrechtslehrer                                                                                  | 82    |       |
| 27. Juni | Hermann Buhl                            | österreichischer Bergsteiger                                                                                  | 32    |       |
| 27. Juni | Malcolm Lowry                           | englischer Schriftsteller                                                                                     | 47    |       |
| 27. Juni | Shigemitsu Mamoru                       | japanischer Diplomat und Politiker                                                                            | 69    |       |
| 27. Juni | Eduard Völkel                           | deutscher Theologe                                                                                            | 79    |       |
| 28. Juni | Kornelius Feyen                         | deutscher Pädagoge und Maler                                                                                  | 71    |       |
| 28. Juni | Kurt Schulz                             | deutscher Kameramann                                                                                          | 45    |       |
| 29. Juni | Paul Füllsack                           | deutscher Politiker (SPD)                                                                                     | 64    |       |
| 29. Juni | Hashimoto Kingorō                       | Militärperson                                                                                                 | 67    |       |
| 29. Juni | Johan Hin                               | niederländischer Segler                                                                                       | 58    |       |
| 29. Juni | Stefan Kettner                          | österreichischer Politiker (SPÖ), Landtagsabgeordneter im Burgenland                                          | 69    |       |
| 29. Juni | Ede Poldini                             | ungarischer Komponist                                                                                         | 88    |       |
| 29. Juni | Arthur Pröll                            | österreichischer Flugzeugtechnik-Ingenieur und Hochschullehrer                                                | 81    |       |
| 29. Juni | Alfred Stix                             | österreichischer Kunsthistoriker und Museumsdirektor                                                          | 75    |       |
| 29. Juni | Adrien Turel                            | Schweizer Schriftsteller                                                                                      | 67    |       |
| 30. Juni | Friedrich Bätjer                        | deutscher Architekt                                                                                           | 47    |       |
| 30. Juni | Kawai Gyokudō                           | japanischer Maler                                                                                             | 83    |       |
| 30. Juni | Arthur T. LaPrade                       | US-amerikanischer Jurist und Politiker (Demokratische Partei)                                                 | 62    |       |
| 30. Juni | José Oiticica                           | brasilianischer Dichter, Anarchist, Romanist und Lusitanist                                                   | 74    |       |
| 30. Juni | Thaddäus Soiron                         | deutscher Franziskaner (OFM), Theologe und Hochschullehrer                                                    | 76    |       |